# Oroër
Oroër és un municipi francès, situat al departament de l'Oise i a la regió dels Alts de França. L'any 2007 tenia 529 habitants.

## Demografia

### Població
El 2007 la població de fet d'Oroër era de 529 persones. Hi havia 180 famílies de les quals 20 eren unipersonals (8 homes vivint sols i 12 dones vivint soles), 64 parelles sense fills, 76 parelles amb fills i 20 famílies monoparentals amb fills.
La població ha evolucionat segons el següent gràfic:
Habitants censats

### Habitatges
El 2007 hi havia 199 habitatges, 189 eren l'habitatge principal de la família, 3 eren segones residències i 7 estaven desocupats. 196 eren cases i 1 era un apartament. Dels 189 habitatges principals, 168 estaven ocupats pels seus propietaris, 20 estaven llogats i ocupats pels llogaters i 1 estava cedit a títol gratuït; 1 tenia una cambra, 2 en tenien dues, 13 en tenien tres, 34 en tenien quatre i 139 en tenien cinc o més. 149 habitatges disposaven pel capbaix d'una plaça de pàrquing. A 52 habitatges hi havia un automòbil i a 129 n'hi havia dos o més.

### Piràmide de població
La piràmide de població per edats i sexe el 2009 era:
| Homes | Edats   | Dones |
| ----- | ------- | ----- |
| 0     | 95 o +  | 0     |
| 0     | 90 a 94 | 0     |
| 0     | 85 a 89 | 0     |
| 0     | 80 a 84 | 4     |
| 0     | 75 a 79 | 0     |
| 0     | 70 a 74 | 4     |
| 8     | 65 a 69 | 4     |
| 12    | 60 a 64 | 8     |
| 12    | 55 a 59 | 8     |
| 20    | 50 a 54 | 8     |
| 16    | 45 a 49 | 16    |
| 56    | 40 a 44 | 52    |
| 20    | 35 a 39 | 32    |
| 16    | 30 a 34 | 16    |
| 8     | 25 a 29 | 4     |
| 8     | 20 a 24 | 8     |
| 32    | 15 a 19 | 32    |
| 40    | 10 a 14 | 36    |
| 32    | 5 a 9   | 12    |
| 0     | 0 a 4   | 8     |

## Economia
El 2007 la població en edat de treballar era de 396 persones, 298 eren actives i 98 eren inactives. De les 298 persones actives 283 estaven ocupades (146 homes i 137 dones) i 15 estaven aturades (6 homes i 9 dones). De les 98 persones inactives 36 estaven jubilades, 39 estaven estudiant i 23 estaven classificades com a «altres inactius».

### Ingressos
El 2009 a Oroër hi havia 189 unitats fiscals que integraven 529,5 persones, la mediana anual d'ingressos fiscals per persona era de 23.137 €.

### Activitats econòmiques
Dels 17 establiments que hi havia el 2007, 1 era d'una empresa de fabricació d'altres productes industrials, 3 d'empreses de construcció, 5 d'empreses de comerç i reparació d'automòbils, 2 d'empreses de transport, 1 d'una empresa d'hostatgeria i restauració, 1 d'una empresa immobiliària, 3 d'empreses de serveis i 1 d'una empresa classificada com a «altres activitats de serveis».
Dels 5 establiments de servei als particulars que hi havia el 2009, 1 era una fusteria, 1 empresa de construcció, 1 perruqueria, 1 restaurant i 1 agència immobiliària.
L'únic establiment comercial que hi havia el 2009 era una botiga de roba.
L'any 2000 a Oroër hi havia 7 explotacions agrícoles.

## Equipaments sanitaris i escolars
El 2009 hi havia una escola elemental integrada dins d'un grup escolar amb les comunes properes formant una escola dispersa.

## Poblacions més properes
El següent diagrama mostra les poblacions més properes.